# Pós-produção
Pós-produção é etapa subsequente ao processo de filmagem, uma vez concluída. Refere-se especificamente ao trabalho de montagem e acabamentos, em particular da banda sonora, até à tiragem da primeira cópia. O termo é utilizado em cinema, televisão, programas de rádio, publicidade, fotografia, arte digital, etc.
O termo editar aplica-se normalmente à montagem de obras não cinematográficas. Surgiu no Brasil por importação do inglês, em que editing significa montagem. Em português de Portugal editar é sobretudo usado para designar publicação de obras impressas, mas acabou por ser vulgarizado, por influência brasileira, no caso da montagem em vídeo.
Editar, com o significado de montagem, é palavra usada em:  
- filmes ou programas de televisão;
- trilha sonora ou banda sonora;
- criação de efeitos visuais;
- imagens geradas por computador (CGI).;
- Design Sonoro, Efeitos sonoros, ADR (Substituição Automática de Dialógos), Foley;
- Transferência de filme para vídeo ou vice-versa, mediante um telecinema.